# Zilupe
Zilupe (németül: Rosenau, oroszul: Розеново vagy Зилупе, latgalul: Sīnuoja) város Lettországban, az orosz határ mellett.

## Fekvése
A város Latgale keleti részén, közvetlenül az orosz határon terül el. Zilupénél lépi át az orosz határt a Ventspils–Ribinszk-vasútvonal mellett az E22-es európai főútvonal is. A település Pasine nevű részén található kedvelt turista célpont a hármashatár, Lettország, Oroszország és Fehéroroszország közös határa.

## Története
A település 1900-ban jött létre a Ventspils–Moszkva–Ribinszk-vasútvonal építésekor a Rosen báró birtokán létrehozott vasútépítő táborból. Az önálló Lett Köztársaság létrejöttét követően fontos határátkelőhely volt Lettország és a Szovjetunió között. Zilupe 1931-ben kapott városi rangot, ekkor a város 227 lakóházat és 1566 lakost mondhatott magáénak.